# Sari Essayah
Sari Essayah (Finlandia, 21 de febrero de 1967) es una atleta finlandesa de origen marroquí retirada, 
especializada en la prueba de 10 km marcha en la que llegó a ser medallista de bronce mundial en 1991.

## Carrera deportiva
En el Mundial de Tokio 1991 ganó la medalla de bronce en los 10 km marcha, con un tiempo de 43:13 segundos, llegando a la meta tras la soviética Alina Ivanova y la sueca Madelein Svensson.